# Cupello
Cupello je italská obec v provincii Chieti v oblasti Abruzzo.
K 31. březnu 2011 zde žilo 4 891 obyvatel.

## Sousední obce
Fresagrandinaria, Furci, Lentella, Montenero di Bisaccia (CB), Monteodorisio, San Salvo, Vasto